# Guy Ferrant
Guy Ferrant (Paris, 16 septembre 1898 - Paris, 16 février 1954) est un acteur et artiste lyrique français, actif à partir des années 1920.

## Biographie
On sait peu de chose de la vie de Guy Ferrant qui se confond avec celle de Reynaldo Hahn. Il a légué à la Phonothèque nationale une collection de 1.860 disques 78 tours consacrée essentiellement à l'art lyrique, collection qu'il avait constituée avec le compositeur.

## Filmographie
- 1926 : Mademoiselle Josette, ma femme de Gaston Ravel
- 1927 : Madame Récamier de Gaston Ravel : le comte Montrond
- 1927 : La Petite Marchande d'allumettes de Jean Renoir et Jean Tedesco
- 1927 : La P'tite Lili de Alberto Cavalcanti : le chanteur
- 1928 : Les Nouveaux Messieurs de Jacques Feyder : le journaliste
- 1929 : Cigarettes de Pierre Bert (court métrage)
- 1930 : Atlantis de Ewald-André Dupont et Jean Kemm
- 1930 : Les Deux Mondes de Ewald-André Dupont : Ballentin
- 1931 : Pour un soir ou Stella Maris de Jean Godard
- 1932 : L'Amoureuse Aventure de Wilhelm Thiele
- 1933 : Ciboulette de Claude Autant-Lara : Roger de Lansquenet

## Théâtre
- 1931 : L'Admirable Dalila et Salomon le Sage de Tristan Bernard, Théâtre Tristan Bernard
- 1933 : Ô mon bel inconnu, comédie musicale en 3 actes de Sacha Guitry, musique Reynaldo Hahn, Théâtre des Bouffes Parisiens

## Publications
- La Vraie Mireille de Gounod, Édouard Aubanel éditeur, 1942 [lire en ligne]